# Jardín medieval de Sarrant
Jardín Medieval de Sarrant (en francés: Jardin Médiéval de Sarrant ) es un jardín botánico de administración municipal, especializado en simples medievales que se encuentra en Sarrant, Francia.

## Localización
Se ubica a la derecha de la puerta de la villa.
Jardin Médiéval de Sarrant Sarrant, Département de Gers, Midi-Pyrénées, France-Francia.
Planos y vistas satelitales, 43°46′31″N 0°55′48″E / 43.77528, 0.93000
Está abierto todos los días y la entrada es libre.

## Historia
La carta de costumbres de la villa data de 1265, con los privilegios anexos, acordados por Felipe IV de Francia llamado "El Hermoso" en 1307, hizo de Sarrant un castrum real dirigido por cónsules, y ningún señor puede exceder su poder.
Actualmente Sarrant es una pequeña villa concéntrica apretada alrededor de su iglesia, y solamente tres calles se intersectan. La primera circular, tomó el antiguo trazado de los fosos, la segunda semicircular atraviesa el pueblo, mientras que la última va recta al encuentro de la iglesia.

## Colecciones
El jardín lo componen 4 cuadros:
- Plantas aromáticas,
- Plantas medicinales,
- Legumbres antiguas
- Jardín del Ayuntamiento.

También hay algunos árboles frutales. 